# Cartoon Network (Pakistán)
Cartoon Network (en urdu: کارٹون نیٹ ورک) es un canal de televisión por cable y satélite de origen pakistaní, versión local del canal estadounidense Cartoon Network dirigido al público de Pakistán, que inició sus emisiones el 2 de abril de 2004. Los programas y la identidad gráfica de este canal solían ser casi idénticas a las de su canal hermano indio, con la excepción de algunos programas, aunque con el tiempo, la señal pakistaní ha ido cambiando, siendo más variada y no tan repetitiva como la de su contraparte india. La programación del canal, además de su publicidad, son transmitidos simultáneamente en urdu e inglés.

## Programación
El canal transmite varias series animadas populares, tanto originales de Cartoon Network y Warner Bros Animation, como otras licenciadas, tanto estadounidenses, como pakistaníes. También se han transmitido series de anime japonés. Durante sus primeros años, igual se transmitieron series clásicas de los estudios Hanna-Barbera como Los Picapiedra y Swat Kats, tanto en la señal pakistaní como en la india, pero que dejarían la programación tiempo más tarde, con la idea de lanzar el canal Boomerang, para el contenido clásico. No obstante, Boomerang terminaría siendo lanzado solo en la India, y este canal nunca llegó a Pakistán. 
El canal también transmite un bloque de películas llamado Cartoon Network Popcorn, los fines de semana a la tarde, con películas de Cartoon Network, así también como películas animadas adquiridas, tanto estadounidenses como pakistaníes.

### Pogo
Pogo es un canal de televisión de India, propiedad de Warner Bros. Discovery. La señal transmite programación para un público más pequeño, de forma similar a canales internacionales de la misma Warner como Cartoonito, y cuenta con su versión local pakistaní, que es un bloque de programación dentro de Cartoon Network. 

## Crítica y controversia
Los idiomas oficiales de Pakistán e India son, respectivamente, el hindi y el urdu, sobre los cuales debe puntualizarse que, al menos en su forma hablada, son inteligibles entre sí, al punto de que a ambos se les considera un solo conjunto de lenguas, llamado indostaní. No obstante, por razones político-religiosas, los gobiernos de India y Pakistán han estandarizado sus idiomas nacionales, con el objetivo de hacerlos diferentes: el hindi de la India suele tomar por ejemplo préstamos lingüísticos del sánscrito; mientras que el urdu toma prestadas palabras de idiomas como el árabe, kurdo, persa y turco, al ser un país islámico. No obstante, la estandarización de ambos idiomas no es tan conocida a profundidad por la población común, al punto de que el urdu más académico es hablado por una pequeña parte de los pakistaníes, que se corresponde con la elite del país. Mientras los hablantes de hindi y urdu no usen los préstamos ya señalados, estos pueden entenderse perfectamente, y hasta sostener una conversación.
Considerando el detalle anterior, las autoridades pakistaníes han hecho esfuerzos con tal de eliminar toda referencia en los medios de comunicación de cualquier rastro del idioma hindi, y así estandarizar el urdu nacional. Por esta razón, entidades estatales como la Autoridad Reguladora de Medios Electrónicos de Pakistán (PEMRA), encargada de la regulación de los servicios de televisión en ese país, han prohibido en más de una ocasión, la emisión de canales de televisión de origen internacional que, obviando estas normativas, han transmitido contenido con doblaje hindi, producido en la India. Dos canales infantiles que se han visto afectados han sido las señales locales de Nickelodeon, y Cartoon Network.

### Suspensión en 2010
En 2005, PEMRA decretó una advertencia de prohibición de emisiones de varios canales de televisión privados, debido a que los doblajes en urdu con el que se transmitían los programas, a menudo usaban términos hindúes y referencias mezcladas de India y Pakistán, además de que también solían emitirse programas con doblaje al hindi producido en India. Uno de los afectados al principio fue Cartoon Network, el que se vio obligado a solo transmitir su programación en inglés por un tiempo. No obstante, los doblajes urdu e hindi se volverían a emitir mezclados meses después que pasara la controversia.
A principios de 2010, PEMRA decretó la suspensión de emisiones contra canales de televisión infantiles que no obedecieron la normativa anterior pese a las advertencias, y suspendió las licencias de transmisión de las estaciones locales de Cartoon Network y Nickelodeon, las que salieron del aire por la prohibición. Mientras tanto, el gobierno paquistaní intentó lanzar a través de su red de televisión estatal PTV algunos canales infantiles para reemplazar a los suspendidos, y así cumplir a cabalidad la normativa sobre el idioma. Sin embargo, los esfuerzos resultarían inútiles, ya que estos canales infantiles fracasarían en audiencia, y serían cerrados al poco tiempo.
El 1 de agosto de 2011, la ministra de Información y Radiodifusión, Firdous Ashiq Awan, anunció la restauración de las licencias de transmisión de Nickelodeon y Cartoon Network, permitiendo así su regreso al aire, aunque expresó su decepción por el fracaso de las emisoras infantiles que el gobierno intentó implementar.